# Lewisuchus
Lewisuchus (Lewisův krokodýl) byl vývojově primitivním dinosauriformem. Tento poměrně pokročilý archosaurus žil v období středního až pozdního triasu (asi před 235 miliony let) na území dnešní Argentiny (fauna souvrství Los Chañares). Množství nových informací poskytl objev dalšího exempláře, předběžně formálně popsaného v srpnu roku 2019.

## Popis
Šlo o pohyblivého a lehce stavěného plaza o délce asi 1,2 metru. Patřil ke skupině, z níž vznikli také první praví dinosauři. Je pravděpodobné, že velmi podobný a ve stejné době žijící tvor, pojmenovaný jako Pseudolagosuchus, je ve skutečnosti stejným zvířetem.